# Suely Franco
Suely Franco Mendes (Rio de Janeiro, 16 de outubro de 1939) é uma atriz, cantora, dubladora e humorista brasileira, prolífica no cinema, teatro e televisão desde o final da década de 1950. Ela é vencedora de inúmeros prêmios, incluindo um Prêmio APCA, um Prêmio Bibi Ferreira, um Prêmio Molière, e dois Prêmios Shell, além de ter recebido indicação para um Prêmio Guarani.

## Biografia
Iniciou sua carreira, no final da década de 1950, como garota propaganda na TV Tupi. Logo depois, passa a participar do elenco de atores dos teleteatros da emissora. Em 1960, a convite da atriz Zilka Salaberry, ingressa no Teatro dos Sete, companhia de Fernanda Montenegro e Fernando Torres. Sua estreia nos palcos acontece na primeira montagem oficial de O Beijo no Asfalto, de Nelson Rodrigues, em 1961.
Em 50 anos de palco, faz vários trabalhos, em especial comédias e musicais. Nas mais de 70 peças em que atuou foi dirigida por nomes como Bibi Ferreira, Flávio Rangel, Gianni Ratto, Sérgio Britto, Cininha de Paula, Ary Fontoura, Wolf Maya e Ítalo Rossi, entre outros.
Em sua trajetória recebeu vários prêmios, como os que ganhou por suas atuações nas peças A Capital Federal, O Mágico de Oz e Somos Irmãs. Seu trabalho mais recente é no espetáculo Recordar é Viver, onde atua ao lado de Sérgio Britto.
Na televisão, além da TV Tupi, passa pela Rede Manchete, TV Rio, Rede Record, Bandeirantes, e principalmente, na TV Globo, onde durante os anos de 2005 e 2006, ela interpretou a personagem Dona Benta no seriado Sítio do Picapau Amarelo.
Desde 1960 atuou em inúmeras telenovelas. Entre seus maiores sucessos na TV estão a Cordélia Fontana em O Espigão e a Mimosa de O Cravo e a Rosa. Também fez bastantes comerciais, um deles da Kodak.
Depois disso, foi escolhida para interpretar Dona Benta em uma das temporadas da série infantil de sucesso Sítio do Picapau Amarelo, baseado na obra de Monteiro Lobato. Em seguida, encarnou a interesseira e implicante Agripina na novela Sete Pecados.
O teatro é seu principal interesse artístico, tendo feito várias peças de sucesso incluindo Moça nunca mais e Corra que papai vem aí, em ambas atuando com Ary Fontoura.
Ganhou destaque em A Dona do Pedaço, 2019, ao interpretar a idosa cômica e fogosa Marlene.
No segundo semestre de 2022, estrela a nova montagem da peça Três Mulheres Altas, de Edward Albee com Deborah Evelyn e Nathalia Dill nos papéis de A, B e C, trazendo o embate de três mulheres em diferentes fases da vida: juventude, maturidade e velhice.

## Vida pessoal
Durante 1964 a 1974 foi casada com o ator Carlos Koppa, com quem teve um filho chamado Carlos Franco Guimarães, nascido em 1970. Durante uma entrevista à Revista Quem, a atriz afirmou: "Namorar é maravilhoso, mas casar é um horror!"

## Filmografia

### Televisão
| Ano           | Título                          | Personagem                        | Notas                                                  |
| ------------- | ------------------------------- | --------------------------------- | ------------------------------------------------------ |
| 1958          | Grande Teatro Tupi              | —                                 | Episódio: "O Vestido de Glorinha"                      |
| 1960          | Gabriela, Cravo e Canela        | Malvina Tavares                   |                                                        |
| 1965          | Rosinha do Sobrado              | —                                 | [ 3 ]                                                  |
| 1967          | Anastácia, a Mulher sem Destino | Marie                             | [ 4 ]                                                  |
| 1969          | Era Preciso Voltar              | Marlene                           |                                                        |
| 1970          | Simplesmente Maria              | Suzana                            |                                                        |
| 1970          | Toninho on the Rocks            | Tiê                               |                                                        |
| 1971          | A Selvagem                      | Carlota                           |                                                        |
| 1971          | Hospital                        | Maria Celeste (Celeste)           |                                                        |
| 1973          | João da Silva                   | Marieta                           |                                                        |
| 1973          | Chico City                      | Vários Personagens                |                                                        |
| 1973          | Rosa dos Ventos                 | Sueli                             |                                                        |
| 1974          | O Espigão                       | Cordélia Fontana                  |                                                        |
| 1975          | Cuca Legal                      | Irene Marcondes Moreira de Barros |                                                        |
| 1975          | O Grito                         | Laís                              |                                                        |
| 1976          | Estúpido Cupido                 | Irmã Consuelo                     |                                                        |
| 1980          | Chega Mais                      | —                                 | Participação especial                                  |
| 1980          | Marina                          | Donana                            |                                                        |
| 1980–84       | O Bem-Amado                     | Conchita Paraguaçu                |                                                        |
| 1981          | Baila Comigo                    | Rosa França (Rosinha)             |                                                        |
| 1981          | Jogo da Vida                    | Cacilda Barros                    |                                                        |
| 1982          | Caso Verdade                    | —                                 | Episódio: "Um Sonho Olímpico"                          |
| 1983          | Caso Especial                   | Anna                              | Episódio: "O Inspetor Geral"                           |
| 1983          | Guerra dos Sexos                | Alessandra do Lago                | Participação Especial                                  |
| 1984          | Transas e Caretas               | Gina                              |                                                        |
| 1984          | Corpo a Corpo                   | Alda Abrantes, detenta            | [ 7 ]                                                  |
| 1985          | O Tempo e o Vento               | Cantora Lírica                    |                                                        |
| 1985          | Tamanho Família                 | Zuzu                              |                                                        |
| 1987          | A Rainha da Vida                | Hilda                             |                                                        |
| 1991          | Estados Anysios de Chico City   | Várias personagens                |                                                        |
| 1992          | As Noivas de Copacabana         | Júlia                             |                                                        |
| 1993          | Mulheres de Areia               | Celina de Almeida Passos          |                                                        |
| 1993          | Caso Especial                   | Lina                              | Episódio: "O Besouro e a Rosa"                         |
| 1995          | Tocaia Grande                   | Marcolina                         |                                                        |
| 1998          | Dona Flor e Seus Dois Maridos   | Norma                             |                                                        |
| 1998          | Labirinto                       | Abigail                           |                                                        |
| 1998          | Mulher                          | Nilda                             | Episódio: "Escolhas"                                   |
| 1998          | Pecado Capital                  | Djanira                           |                                                        |
| 1998          | Torre de Babel                  | Mãe de Tracy                      | Participação especial                                  |
| 1999          | O Belo e as Feras               | Darci                             | Episódio: "É Apostando que se Recebe"                  |
| 2000          | Você Decide                     | Dolores                           | Episódio: "Uma Lição das Arábias"                      |
| 2000          | O Cravo e a Rosa                | Mimosa Lopes da Costa             |                                                        |
| 2001–02       | A Grande Família                | Juva                              | Temporadas 1–2                                         |
| 2001–03       | A Lenda de Tarzan               | Kala (voz)                        | Dublagem                                               |
| 2002          | Sabor da Paixão                 | Alba Reis                         |                                                        |
| 2003          | Malhação                        | Dona Laila Amorim                 | Temporada 10                                           |
| 2004          | Metamorphoses                   | Lourdes Sampaio                   |                                                        |
| 2004          | A Diarista                      | Eulina                            | Episódio: "Será que Ela É?"                            |
| 2005–06       | Sítio do Picapau Amarelo        | Dona Benta                        | Temporadas 5 e 6                                       |
| 2005–07       | Tecendo o Saber                 | Sebastiana                        |                                                        |
| 2007          | Sete Pecados                    | Agripina da Silva                 |                                                        |
| 2008          | Casos e Acasos                  | Cacilda Antunes                   | Episódio: "A Nova Namorada, o Chefe e o Dia Fértil"    |
| 2008          | A Favorita                      | Geralda Queiroz                   |                                                        |
| 2009          | Tudo Novo de Novo               | Aurélia                           | Episódio: "Vende-se" Episódio: "Sogras & Lagartos"     |
| 2009          | Cama de Gato                    | Julieta Brandão                   |                                                        |
| 2010          | S.O.S. Emergência               | Dona Darcelina                    | Episódio: "Antes Mal Acompanhada do Que Bem Encalhada" |
| 2012          | As Brasileiras                  | Verinha                           | Episódio: "A Inocente de Brasília"                     |
| 2012          | Amor Eterno Amor                | Zilda Mainardi                    |                                                        |
| 2013          | A Grande Família                | Dona Juva                         | Episódio: "Um Homem Chamado Flor"                      |
| 2013          | Joia Rara                       | Rosário Pacheco Leão (Rosarinho)  |                                                        |
| 2014–presente | Detetives do Prédio Azul        | Alberta Leal (Vó Berta)           |                                                        |
| 2014          | Em Família                      | Flora                             |                                                        |
| 2014          | Questão de Família              | Srª. Vanessa                      | Episódio: "Cercado"                                    |
| 2014          | Os Homens São de Marte...       | Lídia                             | Episódio: "Homem ideal"                                |
| 2014          | Trair e Coçar É só Começar      | Dalila                            | Episódio: "Ela É a Dona de Tudo"                       |
| 2016          | Êta Mundo Bom!                  | Paulina Soares                    |                                                        |
| 2017–18       | Os Suburbanos                   | Teodora                           |                                                        |
| 2017          | Os Homens São de Marte...       | Lídia                             | Episódio: "Quando a Felicidade Bate a Sua Porta"       |
| 2019          | A Dona do Pedaço                | Marlene da Conceição              |                                                        |
| 2022          | Eleita                          | Dona Olinda                       | Episódio: "A Coisa Pública"                            |
| 2022          | Família Paraíso                 | Mirtes Bueno                      | Episódio: "A Ex-Namorada"                              |
| 2025          | Dona de Mim                     | Rosa Maria Rubin Boaz             |                                                        |

### Cinema
| Ano  | Nome                                      | Personagem              | Notas          |
| ---- | ----------------------------------------- | ----------------------- | -------------- |
| 1968 | Dois na Lona                              | Suely                   |                |
| 1974 | Quatro Contra o Mundo                     |                         |                |
| 1974 | Motel                                     | Dira                    |                |
| 1984 | Corpo a Corpo, Todos os Sonhos do Mundo   |                         |                |
| 1999 | Tarzan                                    | Kala (voz)              | Dublagem       |
| 2001 | Minha Vida em Suas Mãos                   | Inês                    |                |
| 2002 | Querido Estranho                          | Roma                    |                |
| 2003 | Cristina Quer Casar                       | Eunice                  |                |
| 2004 | Redentor                                  | Tia de Célio            |                |
| 2005 | Tarzan 2                                  | Kala (voz)              | Dublagem       |
| 2006 | Acredite, um Espírito Baixou em Mim       | Amanda                  |                |
| 2011 | Uma Professora Muito Maluquinha           | Cida                    |                |
| 2013 | Minha Mãe É Uma Peça - O Filme            | Tia Zélia Amaral        |                |
| 2016 | Minha Mãe É Uma Peça 2                    | Tia Zélia Amaral        |                |
| 2016 | Era o Hotel Cambridge                     | Gilda                   |                |
| 2016 | Notáveis Dias com Alice                   | Alice                   | Curta-metragem |
| 2017 | Eu Fico Loko                              | Tatiana Figueiredo      |                |
| 2017 | D.P.A - O Filme                           | Alberta Leal (Vó Berta) |                |
| 2018 | D.P.A. 2 - O Mistério Italiano            | Alberta Leal (Vó Berta) |                |
| 2018 | Mulheres Alteradas                        | Mãe de Dudu             |                |
| 2020 | Música para Morrer de Amor                | Alice                   |                |
| 2022 | D. P. A. 3 - Uma Aventura no Fim do Mundo | Alberta Leal (Vó Berta) |                |
| 2023 | Fervo                                     | Sylvia                  |                |
| 2023 | O Porteiro                                | Dona Alzira             | [ 13 ]         |
| 2024 | Horizonte                                 | Jandira / Maria         | [ 14 ]         |
| 2024 | Saideira                                  | Graça                   | [ 15 ]         |
| 2024 | Inexplicável                              | Suelene                 |                |
| 2025 | Alegria do Amor                           | Antônia                 |                |
| 2025 | D.P.A. 4 - O Filme                        | Alberta Leal (Vó Berta) | [ 17 ]         |

## Teatro

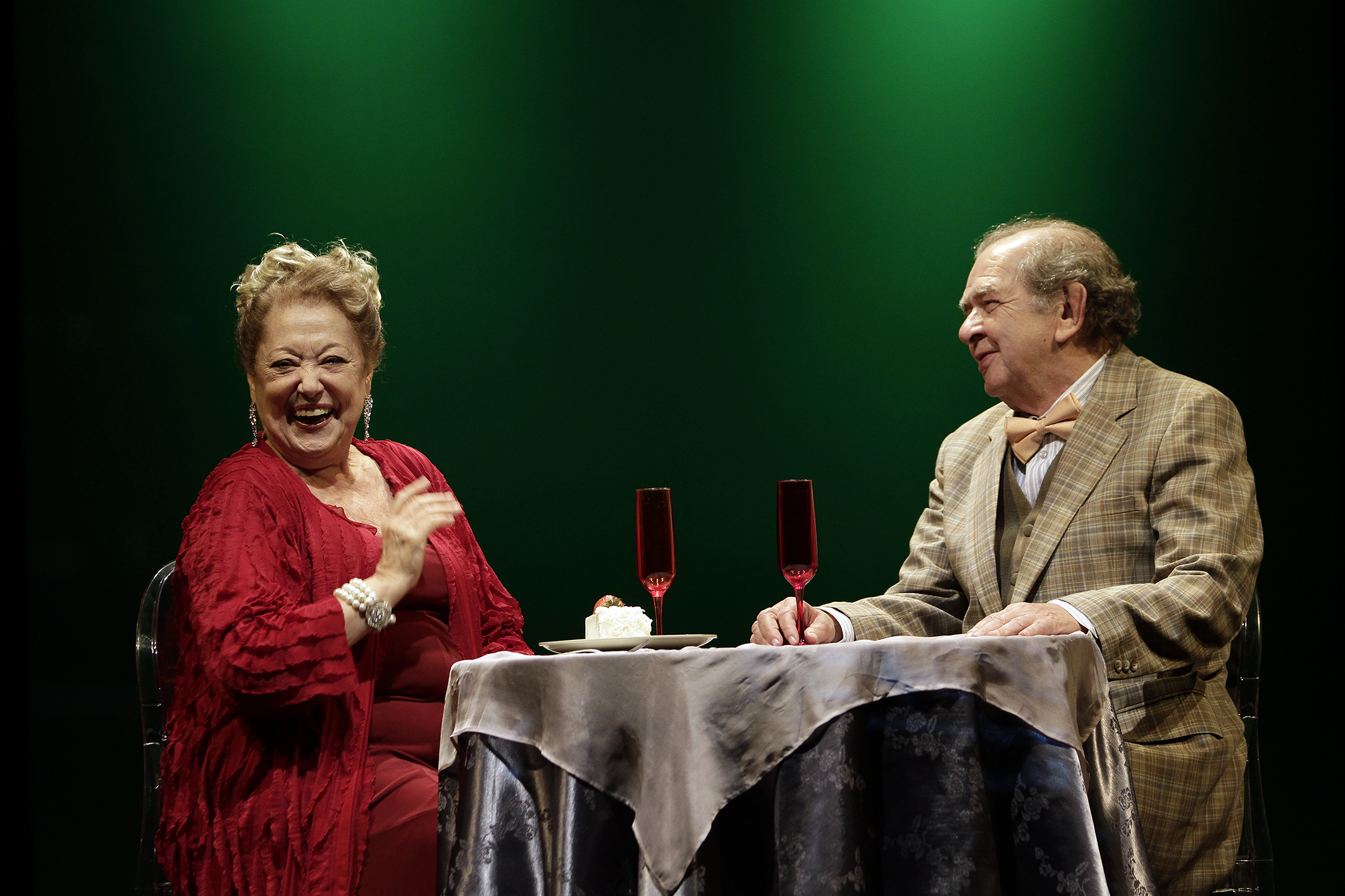
Suely Franco e Umberto Magnani em cena da peça Elza & Fred: O Amor não Tem Idade, em 2014.

### Principais Peças
| Ano     | Título                               | Notas                                                                          |
| ------- | ------------------------------------ | ------------------------------------------------------------------------------ |
| 1960    | Com a Pulga Atrás da Orelha          | de Georges Feydeau, direção de Gianni Ratto                                    |
| 1961    | O Beijo no Asfalto                   | de Nelson Rodrigues, direção de Fernando Torres                                |
| 1963    | Um Domingo em Nova York              | de Norman Krasna, direção de Fernando Torres                                   |
| 1963    | Oito Mulheres                        | de Robert Thomas, direção de Luís de Lima                                      |
| 1964    | Os Fantástikos                       | de Harvey Schmidt e Tom Jones, direção de Antonio do Cabo                      |
| 1964    | O Patinho Torto                      | de Coelho Neto, direção de Antônio Ghigonetto                                  |
| 1965    | Na Ponta da Corda                    | de Alfonso Paso, direção de Fábio Sabag                                        |
| 1966    | Onde Canta o Sabiá                   | de Gastão Tojeiro, direção de Paulo Afonso Grisolli                            |
| 1966    | A Máquina de Fazer Doidos            | de Carlos Machado                                                              |
| 1967    | Deu a Louca em Hollywood             | texto e direção de Carlos Machado                                              |
| 1972    | A Capital Federal                    | de Arthur Azevedo                                                              |
| 1973    | Amanhã, Amélia, de manhã             | de Leilah Assumpção, direção de Aderbal Freire Filho                           |
| 1975    | A Cantada Infalível                  | direção de João Bethencourt                                                    |
| 1976    | A Família que Mata Unida             | de Jules Feffer, direção de Léo Jusi                                           |
| 1978    | Dolores três Vezes por Semana        | direção de João Bethencourt                                                    |
| 1979    | Fala Baixo, Senão eu Grito           | de Leilah Assumpção, direção de Glorinha Beuttenmüller                         |
| 1980    | Toalhas Quentes                      | de Marc Camoletti, direção de Bibi Ferreira                                    |
| 1982    | A Bomba da Elizabeth                 | de Álvaro Valle, direção de Aderbal Júnior                                     |
| 1983    | Amante S/A                           | direção de José Renato                                                         |
| 1986    | Mahagonny                            | de Bertolt Brecht, direção geral de Luís Antônio Martinez Corrêa               |
| 1989    | Moça, Nunca Mais                     | de Ary Fontoura e Júlio Dessaune, direção de Ary Fontoura e Ivan Senna         |
| 1989    | Trair e Coçar, É Só Começar!         | de Marcos Caruso, direção de Attílio Riccó                                     |
| 1990    | Três Solteironas Balançando o Rambo  | direção de Abílio Fernandes                                                    |
| 1990    | O Mágico de Oz                       | de Francis Mayer, direção de Fábio Pilar                                       |
| 1992    | Os Saltimbancos                      | de Chico Buarque, direção de Rogério Fabiano                                   |
| 1993    | As Primícias                         | de Dias Gomes, direção de Sidney Cru                                           |
| 1994    | Mimi, Uma Odalisca Infiel            | de Camilo Átilla, direção de Odavlas Petti                                     |
| 1995    | Corra, que Papai Vem Aí              | de Ron Clark e Sam Bobrick, direção de Ary Fontoura                            |
| 1995    | Psicose                              | textoo e direção de Edson França Bueno                                         |
| 1997    | Cafona Sim e Daí?                    | texto e direção de Sérgio Britto                                               |
| 1998    | Somos Irmãs                          | de Sandra Louzada, direção de Cininha de Paula e Ney Matogrosso                |
| 2000    | Ai, Ai, Brasil                       | de Clovis Levi, direção de Sérgio Britto                                       |
| 2001    | Luta Secreta de Maria da Encarnação  | de Gianfrancesco Guarnieri, direção de Marcus Faustini                         |
| 2006    | Outono e Inverno                     | de Lars Norén, direção de Eduardo Tolentino de Araújo                          |
| 2008    | A Mandrágora, de Maquiavel           | direção de Eduardo Tolentino de Araújo                                         |
| 2008    | Um Homem Célebre                     | de Machado de Assis, direção de Pedro Paulo Rangel                             |
| 2010    | Recordar É Viver                     | de Hélio Sussekind, direção de Eduardo Tolentino de Araújo                     |
| 2012    | Seis Aulas de Dança em Seis Semanas  | de Richard Alfieri, direção de Ernesto Piccolo                                 |
| 2014    | Elza e Fred                          | direção de Elias Andreatto                                                     |
| 2017    | Loucas por Eles                      | de Marcos Carnevale, adaptação de Walcyr Carrasco, direção de Fernando Cardoso |
| 2017    | A Última Sessão                      | (com Miriam Mehler) texto e direção de Odilon Wagner                           |
| 2018    | As Loucas (ao lado de Fafy Siqueira) | de Gabriel Chalita, direção de Hudson Glauber                                  |
| 2018-20 | Quarta-Feira, Sem Falta, Lá em Casa  | (com Eva Wilma) de Mário Brasini, direção de Alexandre Reinecke                |
| 2022    | Três Mulheres Altas                  | de Edward Albee, personagem A.                                                 |
| 2023    | Copacabana Palace - O Musical        | de Ana Velloso e Vera Novello, dir. Gustavo Wabner                             |
| 2023-24 | A Vedete do Brasil                   | direção Claudia Netto                                                          |

## Prêmios e indicações
| Ano  | Associações                                    | Categoria                                | Nomeações                           | Resultado | Ref.                |
| ---- | ---------------------------------------------- | ---------------------------------------- | ----------------------------------- | --------- | ------------------- |
| 1965 | Troféu Jornal O Globo                          | Melhor Atriz Revelação em Teatro Musical | Os Fantástikos                      | Venceu    | [ 21 ]              |
| 1972 | Prêmio Molière                                 | Melhor Atriz                             | A Capital Federal                   | Venceu    |                     |
| 1972 | Prêmio Governador do Estado                    | Melhor Atriz                             | A Capital Federal                   | Venceu    |                     |
| 1972 | Prêmio APCA                                    | Melhor Atriz de Teatro                   | A Capital Federal                   | Venceu    |                     |
| 1990 | Prêmio Coca-Cola de Teatro Infantil            | Melhor Atriz                             | O Mágico de Oz                      | Venceu    |                     |
| 1998 | Prêmio Shell                                   | Melhor Atriz                             | Somos Irmãs                         | Venceu    | [ 22 ]              |
| 1998 | Prêmio Sharp                                   | Melhor Atriz                             | Somos Irmãs                         | Venceu    | [ 23 ]              |
| 1999 | Prêmio Shell (São Paulo)                       | Melhor Atriz                             | Somos Irmãs                         | Venceu    | [ 22 ]              |
| 2012 | Prêmio FITA - Festival Internacional de Teatro | Conjunto da Obra                         | Homenagem                           | Venceu    |                     |
| 2018 | Prêmio Guarani de Cinema Brasileiro            | Melhor Atriz Coadjuvante                 | Era o Hotel Cambridge               | Indicado  |                     |
| 2018 | Fest Aruanda do Audiovisual Brasileiro         | Melhor Atriz                             | Era o Hotel Cambridge               | Venceu    |                     |
| 2018 | Prêmio Zilka Sallaberry de Teatro              | Homenagem Especial                       | Conjunto da Obra                    | Venceu    |                     |
| 2019 | Prêmio Bibi Ferreira                           | Melhor Atriz em Peça de Teatro           | Quarta Feira, Sem Falta, Lá em Casa | Venceu    | [carece de fontes?] |
| 2019 | Prêmio do Humor                                | Melhor Performance                       | Quarta Feira, Sem Falta, Lá em Casa | Indicado  | [ 25 ]              |